# Hemilepistus reaumuri
Hemilepistus reaumuri är en kräftdjursart som först beskrevs av Jean Victor Audouin 1826.  Hemilepistus reaumuri ingår i släktet Hemilepistus och familjen Trachelipodidae. Inga underarter finns listade i Catalogue of Life.

## Bildgalleri

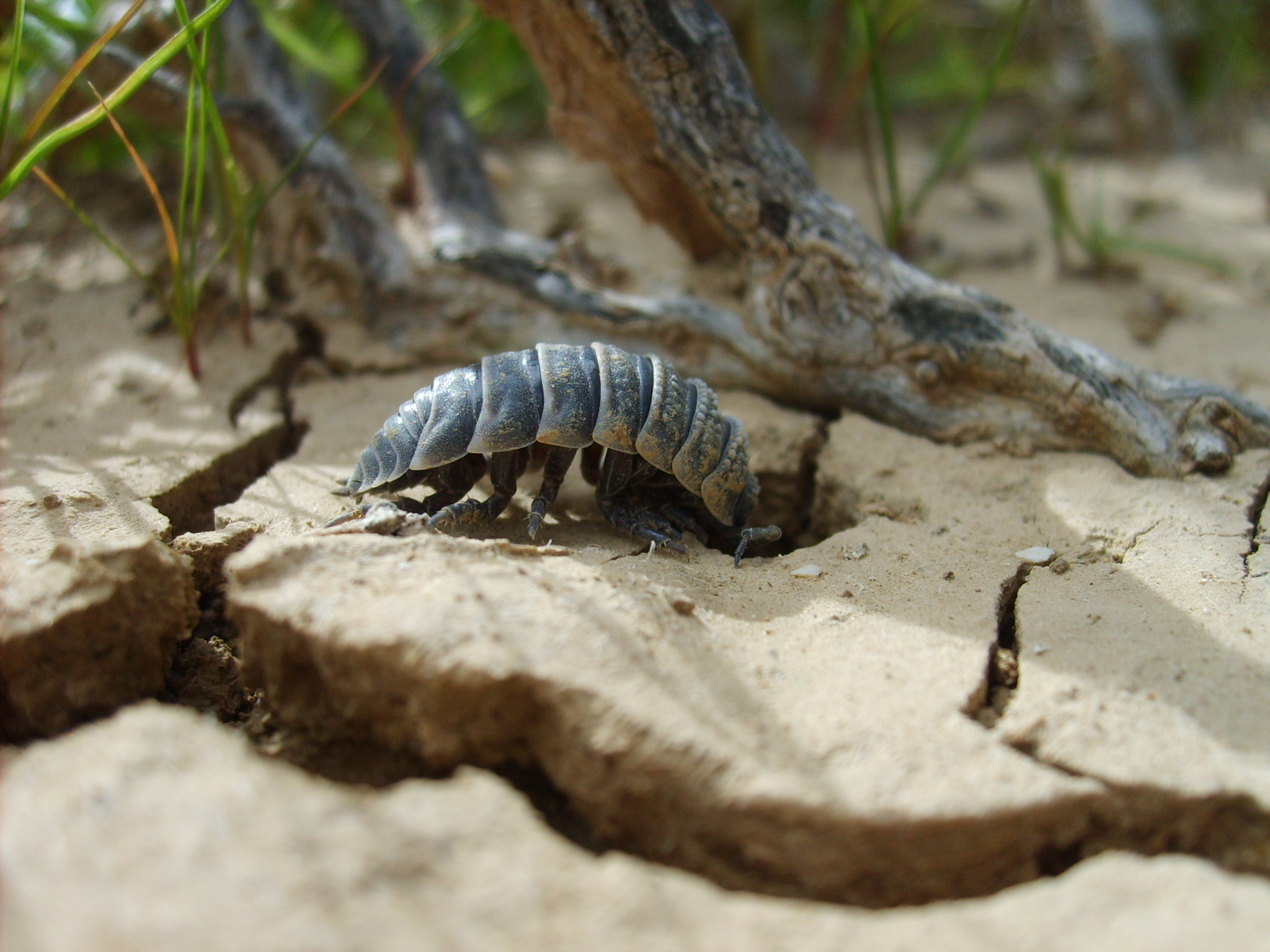
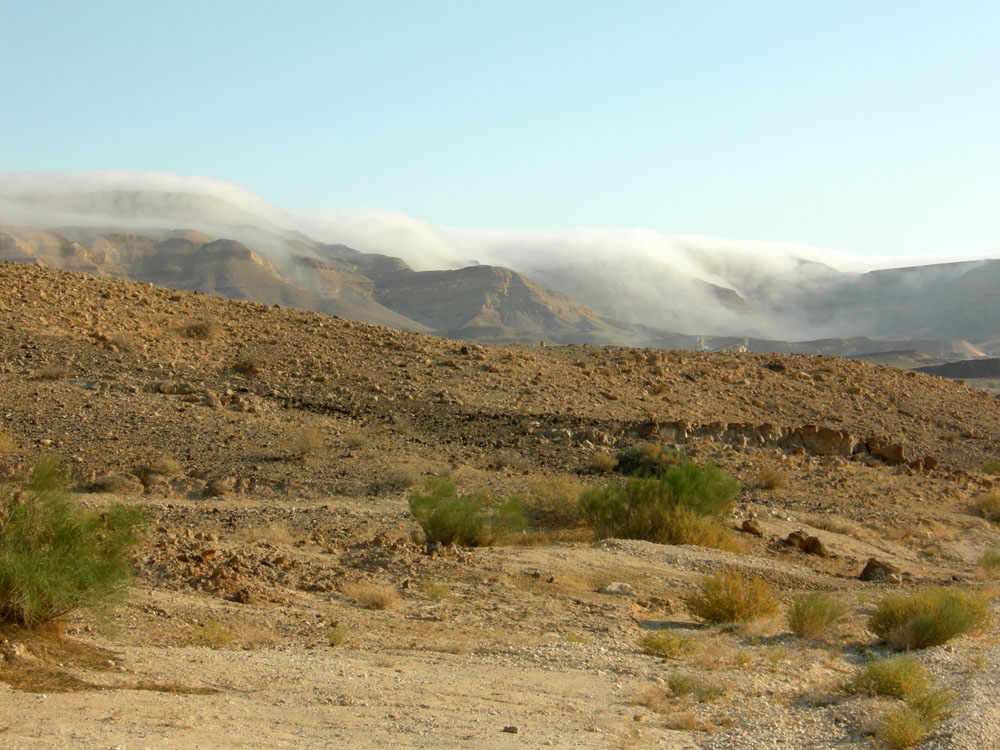
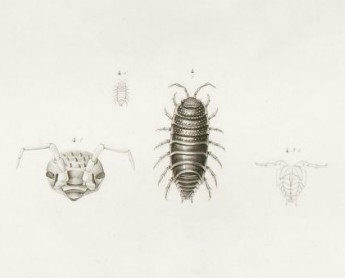